# Bai-Chaak
Bai-Chaak (russisch und tuwinisch Бай-Хаак) ist ein Dorf (selo) in der Republik Tuwa in Russland mit 2981 Einwohnern (Stand 14. Oktober 2010).

## Geographie
Der Ort liegt etwa 60 km Luftlinie südlich der Republikhauptstadt Kysyl am Südrand des Tuwinischen Beckens, am Fuß des Tannu-ola-Gebirges. Er befindet sich am Durgen, einem rechten Zufluss des linken Jenissei-Nebenflusses Elegest.
Bai-Chaak ist Verwaltungszentrum des Koschuuns (Rajons) Tandinski sowie Sitz und einzige Ortschaft der Landgemeinde (selskoje posselenije) Bai-Chaakski sumon.

## Geschichte
Das Dorf wurde 1909 von russischen Umsiedlern gegründet und trug zunächst den russischen Namen Werchne-Nikolskoje („Ober-Nikolskoje“; das 5 km westlich gelegene und heute nicht mehr existierende Uurgailyg hieß ursprünglich Nischne-Nikolskoje, „Nieder-Nikolskoje“). Nach der Gründung der unabhängigen Tuwinischen Volksrepublik erhielt dar Ort seinen heutigen tuwinischen Namen und wurde 1932 (nach anderen Angaben bereits am 16. Juni 1924) Verwaltungssitz des neu geschaffenen Tannu-Olski koschuun (Rajons), benannt nach dem Gebirge. Kurz nach der Angliederung der Republik an die Sowjetunion wurde am 13. Oktober 1944 der Name des Rajons in Tandinski geändert, angelehnt an die tuwinische Form Tangdy von der tuwinischen Bezeichnung des Gebirges Таңды-Уула, Tangdy-Uula.

### Bevölkerungsentwicklung
| Jahr | Einwohner |
| ---- | --------- |
| 1959 | 2283      |
| 1970 | 2357      |
| 1979 | 2704      |
| 1989 | 3077      |
| 2002 | 3084      |
| 2010 | 2981      |

Anmerkung: Volkszählungsdaten

## Verkehr
Nach Bai-Chaak führt die Regionalstraße 93N-31, die 30 km nordöstlich des Ortes und etwa 40 km südöstlich von Kysyl von der föderalen Fernstraße R257 von Krasnojarsk zur mongolischen Grenze abzweigt. Die 93N-32 verläuft von Bai-Chaak nach Nordwesten und erreicht nach 40 km in Tschal-Keschig die 93N-05 ins benachbarte Rajonzentrum Chowu-Aksy. Nach Südosten besteht über die 93N-33 ins 50 km entfernte Balgasyn ebenfalls Anschluss an die R257.